# Mabinogion
Les Mabinogion ou les Quatre Branches du Mabinogi (en gallois : Pedair Cainc y Mabinogi) sont quatre récits médiévaux (des chwedl ou cyfarwyddyd, mots qui signifient contes), écrits en moyen gallois (gallois du XIIe au XVIe siècle), qui font référence à la mythologie celtique de l'Antiquité. Traditionnellement s'y ajoutent d'autres contes relevant de la légende arthurienne. Le mot Mabinogion est le pluriel de Mabinogi. Diverses explications sur le sens du mot ont été avancées, mais il pourrait venir du nom du dieu Mabon (Maponos en Gaule) qui figure dans le conte Kulhwch et Olwen, et qui fait partie de la même collection. Les quatre récits s'intitulent : Pwyll, prince de Dyfed, Le Mabinogi de Branwen, Manawydan fils de Llyr et Math fils de Mathonwy.

## Manuscrits

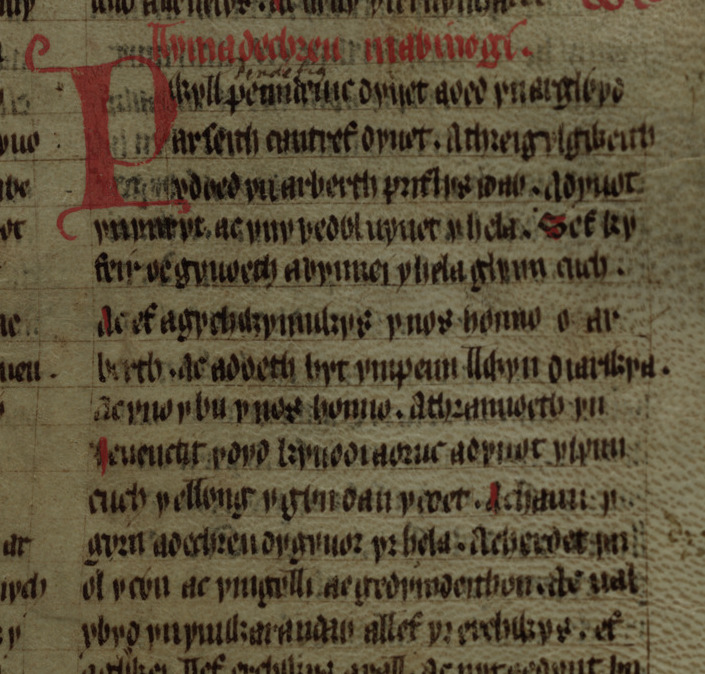
Les premières lignes du Mabinogi, du Livre Rouge de Hergest, scannées par la bibliothèque Bodléienne

Les Mabinogion ont été élaborés à partir de deux manuscrits, le Livre Blanc de Rhydderch dont la rédaction s'étale de 1380 à 1410, et le Livre Rouge de Hergest qui est daté approximativement de 1350. Rappelons que dans le monde celtique, la poésie était la spécialité des bardes. Les thèmes développés se retrouvent dans la tradition irlandaise, ce qui atteste de leur antiquité. On peut citer, à titre d'exemple, les rapports du druide (ou magicien) et du roi, les obligations de la Souveraineté, l'Autre Monde (le Sidh des Tuatha Dé Danann, en Irlande), la guerre, la pratique des fonctions artisanales. C'est l'illustration de l'idéologie trifonctionnelle des Indo-Européens, telle qu'elle a été exposée par Georges Dumézil. Tout comme pour les textes mythologiques irlandais, un vernis chrétien a ultérieurement recouvert et modifié des récits pré-chrétiens.
La rédaction tardive indique une longue tradition orale, ces mythes se sont transmis de génération en génération, à travers les siècles, de ce fait il n'est pas possible d'en préciser l'origine (voir l'article consacré aux druides).
Dans la vague de celtomanie du XIXe siècle, une première publication expurgée en anglais a été faite par Lady Guest entre 1838 et 1849, dont certaines parties ont été traduites en français par Théodore Hersart de la Villemarqué, mais c'est Joseph Loth qui va établir la première édition française intégrale.

## Les quatre branches

### Pwyll, prince de Dyved
Ce conte a pour sujets l'origine, le fondement et la légitimité de la royauté. Le contrat passé avec un roi de l'Autre Monde indique clairement l'origine divine. Le mariage de Pwyll avec la déesse Rhiannon est conforme à la mythologie celtique puisque la Souveraineté est un concept féminin. La justice et la générosité du roi sont deux qualités fondamentales et indispensables de la fonction.

#### L’échange des royaumes
Pwyll, prince de Dyved, quitte sa résidence d’Arberth pour aller à la chasse à Glynn Cuch. Il lâche sa meute et aperçoit un cerf poursuivi puis tué par une autre meute de chiens blancs. Ayant distribué la viande à ses propres chiens, arrive le propriétaire de l’autre meute, Arawn le roi d’Annwvyn, qui lui reproche de s’être approprié le gibier. Pwyll accepte de réparer et Arawn propose qu’ils échangent leurs places et identités pour une année, au terme de laquelle Pwyll devra se battre contre Havgan, un ennemi d’Arawn.
L’accord étant conclu, Arawn accompagne Pwyll jusqu’à sa résidence où il est accueilli, sous l’apparence d’Arawn. Après le repas de la cour, il va dormir avec la reine, mais il ne la touche pas et ne la touchera pas durant son séjour. Il occupe cette année « dans les chasses, les concerts, les banquets, l’amitié et la conversation avec sa compagnie, jusqu’au soir fixé. »
L’année passée, c’est l’heure du duel au « milieu du gué ». Pwyll tue Havgan au premier coup donné. Le vainqueur « reçoit l’hommage des guerriers » et règne sur les deux royaumes, Pwyll est surnommé « prince d’Annwvyn ». Puis, il se rend à Glynn Cuch et y retrouve Arawn ; ils reprennent leurs identités et aspects respectifs. Le soir, Arawn retrouve sa femme et lui fait l’amour ; dans la conversation qui suit, il se rend compte que Pwyll n’a pas touché sa femme. Il se félicite de son allié et raconte la vérité à sa femme. Pwyll retourne en Dyved, on le rassure sur la façon dont son royaume a été administré en son « absence » et il raconte la vérité aux nobles.

#### Pwyll et Rhiannon
Le tertre Gorsedd Arberth (« le siège d’Arberth ») est réputé pour les sortilèges. Après un festin, Pwyll prince d’Annwvyn y voit arriver une cavalière dont la monture avance d’un pas lent et régulier. Il envoie quelqu’un lui demander qui elle est, mais l’homme à pied ne parvient pas à la rattraper. À cheval non plus, plus il le force, plus la cavalière s’éloigne sans qu’elle ait changé d’allure. Au troisième jour, Pwyll lui-même se lance à la poursuite et, ne pouvant lui non plus la rejoindre, il l’appelle et elle s’arrête immédiatement. La voyant, il est conquis par sa beauté.
Elle lui dit qu’elle est venue pour le rencontrer et qu’elle se nomme Rhiannon, fille d’Eveydd le Vieux. Elle explique à Pwyll qu’on veut la marier contre son gré, mais qu’elle est amoureuse de lui et veut l’épouser. Il accepte et le mariage est décidé pour dans un an, à la cour d’Eveydd. L’année suivante, lors du banquet de mariage, un homme fait une requête à Pwyll, que celui-ci accepte d’avance : il lui demande sa future épouse et les provisions pour les noces. Il s’agit de Gwawl, à qui Rhiannon avait été promise et qu’elle avait éconduit. Ne pouvant revenir sur son accord, Rhiannon imagine un stratagème pour ne pas épouser Gwawl.
Le jour venu, Pwyll, muni d’un sac magique, arrive avec cent cavaliers. Il entre habillé comme un mendiant et demande que l’on remplisse le sac de nourriture. Le sac magique ne peut se remplir et Pwyll demande à Gwawl de tasser la nourriture avec son pied et il le met dans le sac, qu’il ferme avec les lacets. Pwyll sonne du cor pour faire venir ses chevaliers et tous frappent le sac. Gwawl demande grâce et Pwyll rentre en Dyved avec Rhiannon. Son règne est caractérisé par l'équité, la justice et la générosité.

#### L’enlèvement de Pryderi
Quatre ans plus tard, Pwyll et Rhiannon ont un fils qui leur est enlevé la nuit même de sa naissance. Les six femmes chargées de garder l’enfant accusent Rhiannon d’infanticide. Il est décidé que sa pénitence sera de rester sept ans dans la cour d’Arberth, assise près du  « montoir aux cavaliers » ; elle devra raconter son histoire aux passants et leur proposer de les amener dans la cour sur son dos.
Teirnon Twrv Vliant, seigneur de Gwent-Is-Coed, avait une jument qui poulinait chaque année le 1er mai, mais invariablement le poulain disparaissait. La nuit venue, Teirnon surveille la jument qui met bas et voit une griffe passer par la fenêtre pour prendre le poulain ; d’un coup d’épée il coupe la griffe et sort de la pièce mais ne peut voir ce qui se passe à cause de l’obscurité. Quand il rentre, il trouve un enfant qu’il donne à sa femme et qu’on baptise sous le nom de Gwri Wallt Euryn (c’est-à-dire « à la chevelure dorée »). L'enfant grandit rapidement. À l’âge d’un an il en paraît trois ; à quatre ans, il cherche à monter à cheval et on lui donne le poulain né le jour où on l’a trouvé.
Teirnon, qui a eu vent de l’infortune de Rhiannon, comprend que l’enfant est le fils de Pwyll. Avec sa femme, ils décident de restituer l’enfant. Arrivés à Arberth, Rhiannon leur propose de les porter sur son dos jusqu’à la cour, ce qu’ils refusent. À la fin du banquet auquel ils ont été invités, Teirnon raconte son histoire et présente son fils à Rhiannon. On décide de l’appeler Pryderi (« souci »).
Pryderi est élevé par Pendaran Dyved. À la mort de Pwyll, Pryderi lui succède et agrandit le royaume. C’est un bon roi, aimé de tous ses sujets. Il épouse Kigva.

### Le Mabinogi de Branwen
Le second conte des Mabinogion traite des relations difficiles entre les nations celtes. La guerre est le thème central, et on voit une glorification du guerrier héroïque. La guerre, les razzias sont d'ailleurs des notions récurrentes dans la civilisation celtique. Bran est un géant, dont le nom signifie « corbeau », animal emblématique des divinités associées à la mort.
L’histoire de Matholwch représente trois infractions à chacune des fonctions indo-européennes : la violation du traité de paix (nature juridique) est une faute qui relève de la première fonction ; le piège tendu par Matholwch pour massacrer les « Bretons » est une faute contre l’éthique de la fonction guerrière ; la disgrâce de Branwen est une atteinte à la fonction de production.

#### Le mariage et la disgrâce de Branwen
Matholwch, le roi d'Iwerddon (l’Irlande), débarque dans l’île de Bretagne avec une flotte de treize navires. Il se rend à la cour de Bran le Béni, le géant fils de Llyr, pour lui demander la main de sa sœur Branwen, et ainsi conclure un traité de paix. Après délibérations, le conseil décide d'agréer la demande et tous se rendent à Aberffraw pour célébrer le mariage pour les noces. La nuit même, Matholwch et Branwen dorment ensemble.
Evnissyen, le demi-frère de la jeune fille, furieux de ne pas avoir été consulté, coupe les lèvres, les oreilles, les paupières et la queue des chevaux des Irlandais, dans l’espoir de rompre l’accord. Devant l’affront, Matholwch va repartir pour l’Irlande, mais l’offense est réparée par le don de nouvelles montures, d'une baguette d’argent, d'une plaque d’or et d’un chaudron magique, qui a le pouvoir de ressusciter les guerriers morts au combat. Matholwch emmène sa nouvelle épouse en son royaume, où elle est bien accueillie ; l’année se passe dans la « gloire » et la « célébrité » et Branwen donne naissance à un fils Gwern.
L’année suivante, des rumeurs circulent à propos de l’affront subit par Matholwch et, en guise de vengeance, on exige que Branwen soit chassée du lit royal et condamnée à faire la cuisine dans la cour, où chaque jour le cuisinier vient lui donner une gifle. De plus, toutes les relations sont interdites entre l’Irlande et le pays de Galles. Ce traitement va durer pendant trois ans, pendant lesquels elle élève un étourneau. Elle envoie l’oiseau, porteur d’un message, à son frère Bran.

#### L’invasion de l’Irlande
Dès qu’il reçoit le message de Branwen et qu’il a connaissance de sa disgrâce, Bran le Béni réunit les cent cinquante-quatre royaumes et débarque en Irlande, ne laissant que sept guerriers pour défendre son royaume. Pour éviter la guerre, Matholwch propose d’abdiquer et de confier le royaume à son fils Gwern, qui est donc le neveu de Bran. On construit un bâtiment immense pour accueillir les belligérants (Bran est un géant qui ne peut entrer dans aucune maison, ni monter sur aucun bateau, il a traversé la mer d’Irlande à gué). Mais les Irlandais décident de piéger les Gallois : de chaque côté des cent colonnes de la maison, ils accrochent des sacs de farine contenant chacun un guerrier. Evnissyen découvre le stratagème et tue les deux cents guerriers irlandais en leur écrasant la tête. La réunion a finalement lieu, chaque camp dans une partie de la maison. Gwern va successivement auprès de chacun de ses oncles : Bran le Béni, Manawyddan Fab Llyr, Nisien. Quand le garçon s’approche d’Evnissyen, celui-ci le saisit par les pieds et le jette dans le brasier.
La guerre est totale, Evnissyen détruit le chaudron magique et tous les Irlandais sont tués. Côté gallois, il n’y a que sept survivants.

#### La tête coupée de Bran le Béni
Les guerriers gallois survivants sont Pryderi, Manawydan, Gliuieu Eil Taran, Taliesin, Ynawc, Gruddyeu et Heilyn. Bran, qui a reçu une lance empoisonnée dans le pied, leur demande qu’ils lui coupent la tête et qu’elle soit enterrée à Y Gwynvryn (la « Colline Blanche ») à Londres, face à la France. Mais durant ce long voyage, la tête coupée sera d’une compagnie aussi agréable, que du vivant de son propriétaire.
Branwen les accompagne, mais elle meurt le cœur brisé et est enterrée à Glan Alaw. Les sept vont à Harddlech avec la tête de Bran et pendant qu’ils festoient, les oiseaux de Rhiannon viennent chanter pour eux. Au bout de sept ans, ils partent pour Gwales en Pembroke, où ils demeurent vingt-quatre ans. Puis ils gagnent Londres, où ils enterrent la tête de Bran.

### Manawydan fils de Llyr
Selon le schéma dumézilien, ce récit décrit la troisième classe de la société celtique, celle des artisans/producteurs et des agriculteurs/éleveurs. Les deux autres classes sont celle des druides et bardes et celle des guerriers. Le rôle des artisans (au sens le plus large) est de produire pour l'ensemble de la société. Manawydan est l'équivalent gallois de l'Irlandais Manannan Mac Lir.

#### Manawydan et Rhiannon
Après l’enterrement de la tête de Bran le Béni (voir Le Mabinogi de Branwen), Pryderi propose à Manawydan de lui donner le gouvernement des sept cantrefs de Dyved qu’il possède - lui ne gardant que la royauté de nom - ainsi que la main de sa mère Rhiannon (veuve de Pwyll), femme parfaite et de grande beauté.
Prydéri et Manawydan se rendent donc en Dyved et, arrivés à Arberth, ils sont accueillis par Rhiannon et Kigva (femme de Prydéri, fille de Gwyn Gloyw) qui leur ont préparé un festin. Manawydan est séduit par Rhiannon et réciproquement ; ils décident de se marier et couchent ensemble avant la fin du festin. Après quoi, ils partent faire le tour du Dyved, royaume très peuplé et riche en gibier, miel et poissons et passent leur temps en chasse et divertissements.
Pryderi se rend en Angleterre et va à Oxford rendre hommage à Caswallawn fils de Beli. À son retour, lors du festin donné à la cour royale d’Arberth, un coup de tonnerre retentit et un brouillard intense rend tout invisible. Quand la lumière revient, la terre est désolée : il n’y a plus d'habitants, plus d’habitations, plus de bétail ; il ne reste qu'eux quatre. Pendant deux ans, ils subsistent en chassant des animaux sauvages, puis ils décident d’aller en Angleterre pour y exercer un métier.

#### L’exercice de différents métiers
Manawydan, Rhiannon, Pryderi et Kigva  arrivent à Henford en Angleterre où ils s’installent comme selliers. Les selles fabriquées par Manawydan sont d’une telle qualité que tout le monde se fournit chez eux. Devant la menace de mort des autres selliers, ils décident de partir.
Dans une autre ville, ils fabriquent des boucliers. Mais les autres artisans, jaloux de leur succès, décident de les tuer. Ils déménagent dans une autre ville 't y deviennent cordonniers. Face à la même menace, ils sont obligés, une fois de plus, de quitter la ville et décident de retourner en Dyved.
De retour à Arberth, ils vivent de chasse pendant un an. Un jour, alors qu’ils poursuivent un « sanglier blanc et brillant », ils découvrent une cité inconnue et Pryderi entre dans la citadelle. Déserte, il n’y a personne, pas d’habitations, pas d’animaux. Au centre, il découvre une fontaine avec une coupe en or suspendue par quatre chaînes sans fin. Quand il touche la coupe ses doigts s’y collent, ses pieds se figent sur la pierre de la margelle et il perd l’usage de la parole.
Manawydan rentre à sa résidence royale et raconte l’aventure à Rhiannon qui part à la recherche de Prydéri. Elle le trouve et subit le même sort. La nuit tombée, un coup de tonnerre retentit et une nuée fait disparaître la citadelle, ainsi que Pryderi et Rhiannon. Manawydan et Kigva, seuls rescapés, décident d’aller en Angleterre.

#### «L'ensorcellement» du Dyved
Manawydan et Kigva font le tour de l'Angleterre. Manawydan reprend le métier de cordonnier et l’exerce pendant un an, mais face aux menaces des autres cordonniers ils doivent retourner en Dyved. Il ensemence des champs avec du froment, mais quand vient le temps des moissons, il ne trouve que du chaume. La nuit il surveille le dernier champ qui n'est pas encore dévasté et à minuit, il observe une invasion de souris innombrables. Il en capture une grosse et la ramène à la cour. Il raconte l’histoire à Kigva et dit qu'il va pendre la  souris le lendemain.
Quand il va pour pendre la souris, arrive un clerc miséreux qui vient d’Angleterre et qui veut lui racheter la vie de la souris, Manawydan refuse. Arrive un prêtre à cheval qui lui fait la même proposition, sans plus de succès. Ensuite vient l’attelage d'un évêque qui fait monter les enchères pour racheter la souris. Pour prix, Manawydan demande la libération de Rhiannon et Pryderi ainsi que la levée de l’ensorcellement sur les sept cantrefs du Dyved ; ce que l’évêque accepte. En fait, l’évêque se nomme Llwyd, il a jeté un sort sur le royaume pour venger son ami Gwawl du jeu du blaireau infligé par Pwyll. La souris capturée est sa femme. Il promet de libérer les otages et le pays. Il tient sa promesse et la souris se transforme en jeune et belle femme.

### Math fils de Mathonwy
La quatrième branche du Mabinogi se compose de trois parties, dont les personnages principaux sont Math, souverain du Gwynedd et son neveu, le magicien Gwydion. Le dernier conte des Mabinogion est plus spécialement consacré aux fonctions de la classe sacerdotale. Le rôle de Goewin, en tant que principe féminin, est de légitimer la royauté de Math, qui ne s'occupe que de la prospérité et de la guerre. Gwydion est le prototype du druide, omnipotent et omniscient, qui se doit d'initier son neveu qui, par sa qualité trifonctionnelle (voir l'article Lug) peut aspirer à la royauté.

#### Le viol de Goewin
Goewin, « la plus belle jeune fille que l’on connût de sa génération », est la jeune vierge dans le giron de laquelle Math doit mettre ses pieds, quand il n’est pas à la guerre. Il ne peut même pas faire la tournée de son royaume, ce sont deux de ses neveux, Gilfaethwy et Hyfeidd, qui s’en chargent. L’un d’eux, Gilfaethwy, est tombé amoureux de Goewin et, avec son autre frère le magicien Gwydion, il imagine un stratagème pour que Math s’éloigne d'elle. Il s’agit de provoquer une guerre entre le Gwynedd, le Powys et le Deheubarth. Gwydion informe son oncle que des porcs fabuleux, venus de l’Annwvyn, sont arrivés chez Pryderi, le prince de Dyved, et qu’il peut se les approprier avec onze de ses compères déguisés en bardes.
À la résidence de Pryderi, les faux bardes sont reçus à la cour et Gwydion, excellent conteur, charme son auditoire en racontant une histoire. Puis il révèle le but de sa visite et échange les porcs contre douze étalons et douze lévriers, qui ne sont que le fruit de sa magie et n’existent que pendant vingt-quatre heures. Gwydion et ses complices rentrent en Gwynedd avec Pryderi et ses armées à leurs trousses. Le soir même, pendant que Math est à la guerre, Gilfaethwy en profite pour violer Goewin. La bataille est un grand massacre et elle prend fin quand Gwydion tue Pryderi dans un combat singulier. De retour à la résidence royale, Goewin apprend à Math qu’elle ne peut plus assumer sa fonction de « porte-pieds » puisqu’elle n’est plus vierge et elle lui raconte le viol. Il l’épouse pour préserver son honneur et lui « remet l’autorité sur ses domaines ». En guise de punition, il transforme ses neveux, l’un en cerf et l’autre en biche, les condamne à avoir un petit et les bannit. Puis, il les transforme en laie et en sanglier, et ensuite en loup et en louve et, au bout de trois années, leur rend apparence humaine. Les trois enfants qu’ils ont eus pendant ces transformations sont Hyddwn, Hychtwn  et Bleiddwn.

#### Les trois interdits de Llew Llaw Gyffes
Dans la recherche d’une vierge pour succéder à Goewin, le nom d’Arianrhod, fille de Dôn et nièce du roi, est suggéré. Pour s’assurer de sa virginité, elle doit subir une épreuve consistant à passer sur la baguette magique de Math. Or, elle donne immédiatement naissance à deux fils. Le premier, à peine baptisé, rejoint la mer et se fond dans l’océan, d’où son nom Dylan Eil Ton, c’est-à-dire « Dylan fils de la vague ». Le second enfant est dérobé par Gwydion, qui le met secrètement en nourrice ; il grandit deux fois plus vite que la normale. Quand il a huit ans, Gwydion l’emmène au château de sa mère, mais elle lui jette un sort (geis) : il ne pourra avoir de nom sauf s’il lui est donné par sa mère. Le lendemain, au bord de la mer, il construit un bateau avec des algues et il retourne au château d’Arianrhod, sous une forme qui le rend méconnaissable. Sur le pont du bateau, elle constate l’adresse de l’enfant et le nomme Llew Llaw Gyffes (« Lleu à la Main Sûre »), sans l’avoir reconnu. Se voyant bernée, elle lui jette un second sort : il ne pourra avoir d’autres armes que celles qu’elle lui donnera. Adulte, Llew et Gwydion, retournent  sous l’aspect de bardes au château, où ils sont reçus à la cour. Le lendemain, Gwydion use de magie pour simuler une flotte immense et une attaque imminente. Sans savoir qu’il s’agit de son fils, Arianrhod l’aide à s’armer. Le charme disparaît immédiatement, alors elle jette un nouveau sort à son fils : il ne pourra avoir de femme de l’espèce humaine.
Ils vont se plaindre auprès du roi Math et les deux magiciens unissent leurs dons pour créer une femme (« la fille la plus belle et la plus parfaite du monde ») à partir de fleurs de chêne, de genêt et de reines-des-prés, qui est appelée Blodeuwedd (« Aspects de Fleurs »). Puis Math lui donne le cantref de Dinoding et en fait le souverain.

#### Blodeuwedd
Lors d’une absence  de Llew en visite à la cour de Math, un groupe de chasseurs menés par Gronw Pebyr, passe près de sa résidence de Mur Castell. Blodeuwedd l’invite pour la soirée, ils tombent amoureux immédiatement et passent plusieurs nuits ensemble. Au retour de son époux, Blodeuwedd feint de craindre sa mort. Il lui dit que ce n’est pas facile de le tuer : la lance qui pourrait le tuer devra être fabriquée pendant un an; il ne peut être tué à l’intérieur ou à l’extérieur d’une maison, s’il chevauche ou marche à pied; Il ne peut être tué qu’au moment où il prend son bain, quand il a un pied sur la cuve et l’autre sur le dos d’un bouc.
Pendant un an, Gronw Pebyr fabrique la lance, puis Blodeuwedd demande à Llew de lui montrer les conditions qui le feraient mourir. Il accepte et l’amant le frappe avec la lance ; Llew s’envole sous la forme d’un aigle. Gronw Pebyr prend sa place à la tête du royaume.
Gwydion parcourt le Gwynedd à la recherche de son neveu. Il retrouve l’aigle et, chantant des englyn, lui rend son aspect humain. Il le ramène à Caer Dathyl pour y être soigné par les meilleurs médecins. Puis les hommes du  Gwynedd sont mobilisés et marchent vers le cantref de Dinoding. Gwydion transforme Blodeuwedd en chouette pour qu’elle ne vive que la nuit et soit méprisée des autres oiseaux. Gronw Pebyr périt de la manière dont il at tenté de tuer Llew. Celui-ci récupère ses terres et règnera sur tout le Gwynedd.
Pour Georges Dumézil, « [...] les personnages, Math et ses neveux, les enfants et petits-enfants de Dôn, forment une structure qui s’articule selon la conception trifonctionnelle du monde et de la société que le druidisme avait héritée des Indo-Européens et à laquelle il avait donné des particularités propres ».

## Les contes arthuriens

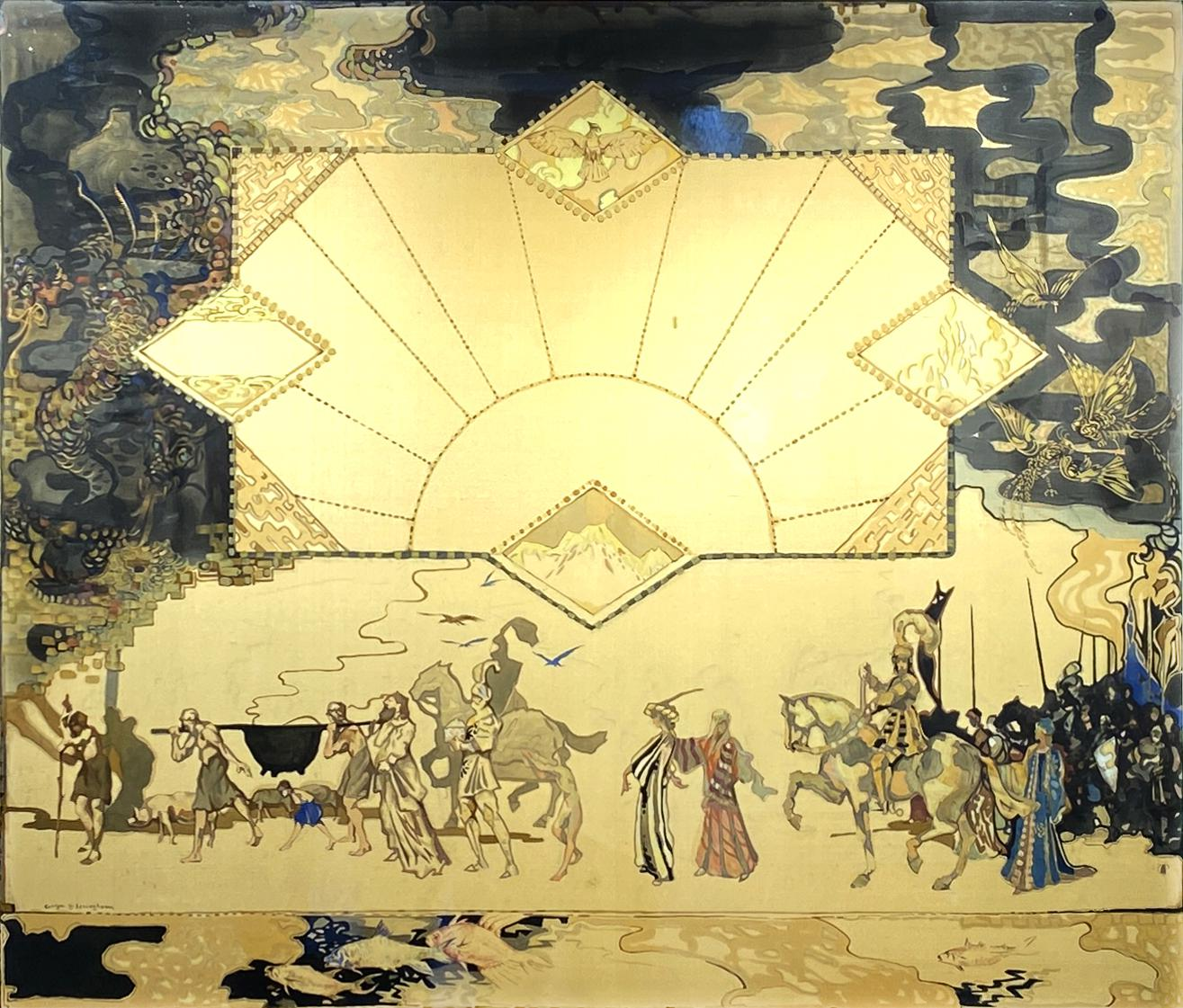
Le panneau du Mabinogi (aquarelle et gouache sur soie) de George Sheringham (1884–1937)

Dans le recueil de Lady Charlotte Guest figurent cinq contes traditionnels gallois :
- Breuddwyd Macsen Wledig (Le Rêve de Macsen), qui a pour sujet l'empereur romain Magnus Maximus ;
- Lludd a Llefelys (Lludd et de Lleuelys) ;
- Culhwch ac Olwen (Kulhwch et Olwen) ;
- Breuddwyd Rhonabwy (Le songe de Rhonabwy) ;
- Hanes Taliesin (Le conte de Taliesin), est une pièce tardive, qui ne fait  pas partie  des Livres Blanc et Noir, et qui est écarté des traductions les plus récentes.

Les contes Culhwch ac Olwen et Breuddwyd Rhonabwy ont soulevé l'intérêt des chercheurs parce qu'ils contiennent des éléments de la légende arthurienne.

## Les romans
Trois autres contes sont appelés Y Tair Rhamant (« Les Trois romans ») et sont des versions galloises de romans figurant dans les œuvres de Chrétien de Troyes. Ils sont généralement publiés avec les Mabinogion.
- Peredur ab Evrawc (Peredur fils d'Evrawc) .
- Gereint ac Enid  (Gereint et Enid)
- Owein (Owain, neu Iarlles y Ffynnon, le conte de la dame à la fontaine)

### Traductions en français
- Les Mabinogion et autres romans gallois tirés du 'Livre rouge de Hergest' avec les variantes du 'Livre blanc de Rhydderch' traduits du gallois par Joseph Loth (éditions Fontemoing, 1913, 2 t., 436 et 478 p.) disponible sur Gallica  ou wikisource
- Les Quatre branches du Mabinogi et autres contes gallois du Moyen Âge, traduction du moyen gallois, présenté et annoté par Pierre-Yves Lambert, éditions Gallimard, collection « L'aube des peuples », Paris, 1993, 419 p.  (ISBN 2-07-073201-0).
- Mabinogion, traduction de l'anglais par Marie Mota, d’après la version de Lady Charlotte Guest, tapuscrit inédit (1979, 772 p.) consultable à la bibliothèque Yves Le Gallo (Centre de recherche bretonne et celtique, Brest).

### Études
- Proinsias Mac Cana, The Mabinogi, Cardiff, University of Wales Press, 1992, 138 p.
- Morgan Watkin, La civilisation française dans les Mabinogion, Mâcon, Didier, 1963.
- Brynley Francis Roberts, Studies on Middle Welsh Literature, Lewiston (N.Y.), E. Mellen Press, 1992, VIII-153 p.